# Portrait de Ginevra de' Benci
Le portrait de Ginevra de’ Benci est un tableau de Léonard de Vinci peint vers 1474 – 1476 à l’huile sur bois et à la détrempe sur du bois de peuplier. Longtemps propriété des princes de Liechtenstein, Il est acquis en 1967 par la National Gallery of Art de Washington ; c'est le seul tableau de Léonard exposé sur le continent américain.

## Authentification de l'œuvre
Ce portrait a été présenté comme tableau de Léonard par Gustave Waagen en 1866 et approuvé par Wilhelm von Bode. Les critiques reconnus acceptent l'attribution, malgré certaines réticences au début du XXe siècle.

## Le modèle
La famille Benci était une des grandes familles de Florence. Ginevra Benci (1457-1520) était la fille d’Amerigo Benci, celui-là même qui avait fait don à Marsile Ficin, d’un manuscrit de Platon (un de ses parents, homonyme, conservera plus tard l'Adoration des Mages inachevée de Léonard). Sa vertu avait été célébrée par Laurent le Magnifique lui-même dans deux de ses sonnets.
Le 15 janvier 1474, Ginevra Benci avait épousé Luigi di Bernardo Nicolini.
Le buisson de genévrier (en italien, ginepro) sur lequel se détache le buste de Ginevra Benci est une métaphore de son prénom.
Lorenzo di Credi, l’ancien compagnon de Léonard de Vinci dans l’atelier de Verrocchio, peignit plus tard (vers 1490) un portrait de Ginevra, devenue veuve. Ce portrait figure aujourd’hui dans les collections du Metropolitan Museum of Art de New York

## Analyse

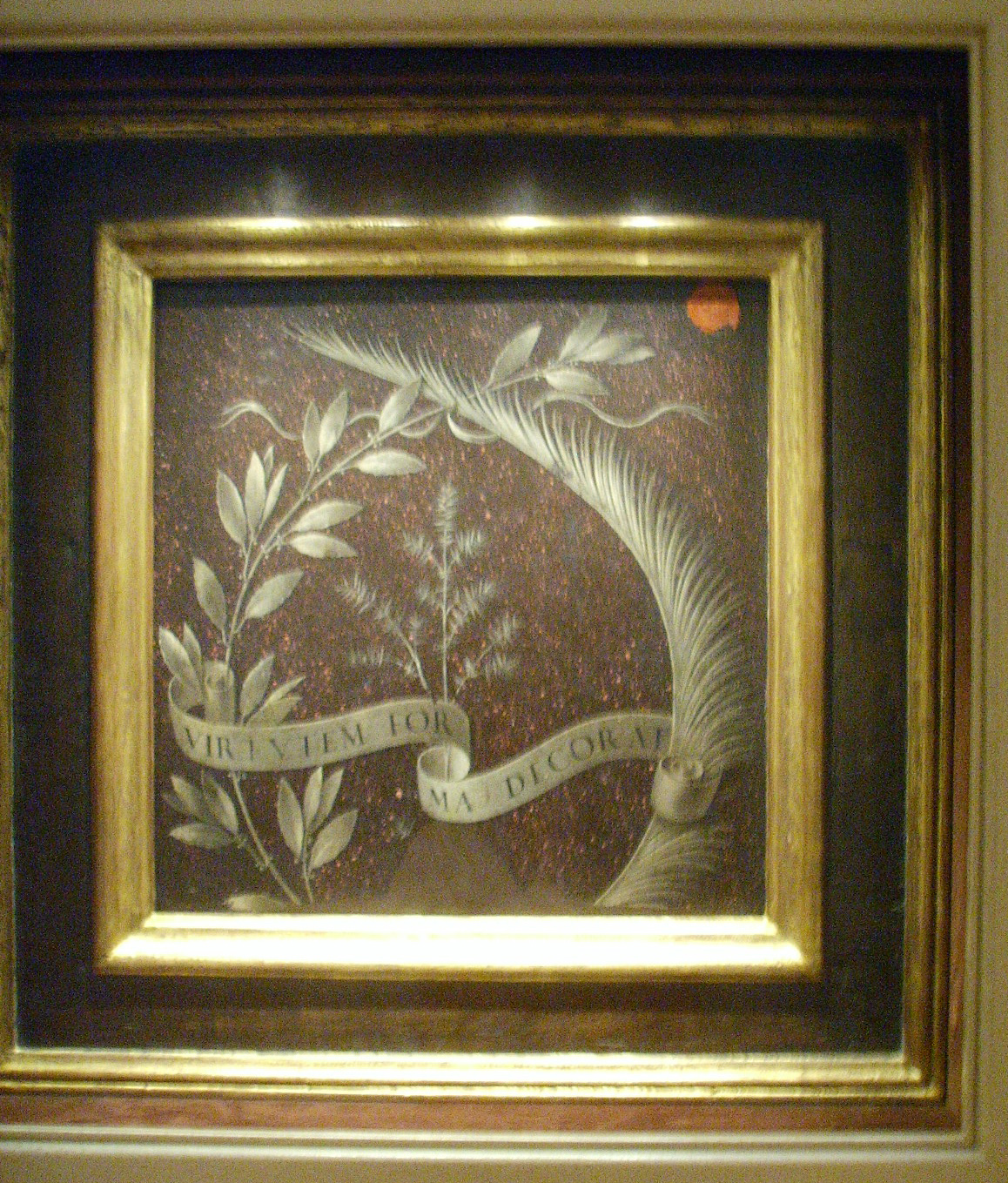
Le dos du tableau avec la devise Virtutem forma decorat

Le tableau a été interprété de deux façons différentes. Il a longtemps été considéré comme un tableau de noce commandé au moment du mariage de Ginevra Benci, à l’âge de dix-sept ans. Mais comme le reconnaît Pietro C. Marani, le modèle semble plus âgé. Désormais, on y voit une commande de Bernardo Bembo, ambassadeur de Venise à Florence en 1475-1476 puis entre 1478 et 1480, et amoureux platonique de Ginevra. Il avait d’ailleurs commandé à deux lettrés florentins, Cristoforo Landino, traducteur de Pline l'Ancien et commentateur de Virgile, et Alessandro Bracessi, un poème célébrant la vertu de Ginevra. Des analyses récentes ont montré que l’inscription prévue initialement au dos du tableau était « virtus et honor », la devise personnelle de Bernardo Bembo, et non « virtutem forma decorat ». Si l’on admet que le tableau est une commande de Bernardo Bembo, le contraste entre l’immobilité du visage et le monde de reflets et d’éclats du paysage peut symboliser la présence éternelle de l’être aimé, dans un monde toujours changeant.
Quelle que soit l’hypothèse retenue, c’est une œuvre précoce de Léonard, datée entre 1474 et 1476.
Comme le rappelle Cécile Scailliérez, on est encore dans « la tradition du portrait statique et réservé ». Le modèle n’a ni la vivacité de la Dame à l'hermine, ni le mystère de la Joconde, mais il impressionne par sa monumentalité et la précision des détails.
On peut y déceler deux influences. D’abord, celle de son maître, Andréa Verrocchio, auteur d’un buste, la Dame au Bouquet, dont Léonard a sans doute repris la pose. On peut en effet reconstituer la partie manquante du tableau grâce à un dessin à la mine d’argent de Léonard conservé à Windsor : mains croisées tenant, soit un bouquet de fleurs, soit une bague de fiançailles. L’impassibilité du visage de Ginevra et la sévérité du modèle de Verrocchio témoignent aussi d’une parenté stylistique. Ensuite, l’influence de la peinture flamande ; l’art du portrait flamand était admiré en Italie depuis les années 1440, comme en témoignent les commandes par des riches marchands italiens à Jan Van Eyck (Les Époux Arnolfini) et Hugo van der Goes (Triptyque Portinari). Les effets de lumière sur les boucles, le modelé du visage, travaillé à la main pour accentuer la ressemblance avec l'épiderme, le fini et l’éclat du paysage reflètent cette inspiration.
Le tableau nous frappe par la richesse de son chromatisme (d’autant plus que notre vision de la Joconde est altérée par le noircissement des vernis et que le fond de la Dame à l’Hermine a été repeint tardivement), « une atmosphère de couleurs mélodieuses et de lumière magique ».
La présence d'une empreinte digitale laissée par Léonard sur la surface de la peinture, en noir directement à droite de la bouche du modèle parmi les rameaux du buisson, indique que le peintre a utilisé ses doigts, en plus des pinceaux, pour fondre les couleurs et créer des contours adoucis.

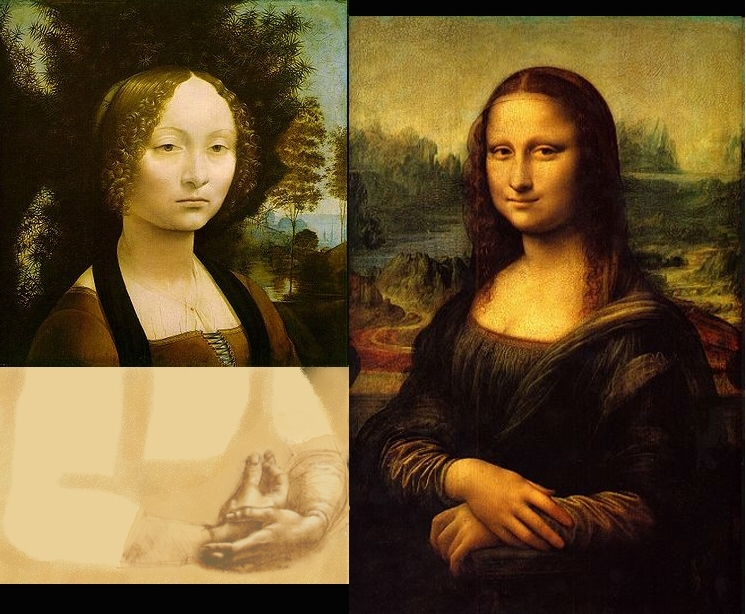
Collage avec l'étude des mains, comparé à la Joconde

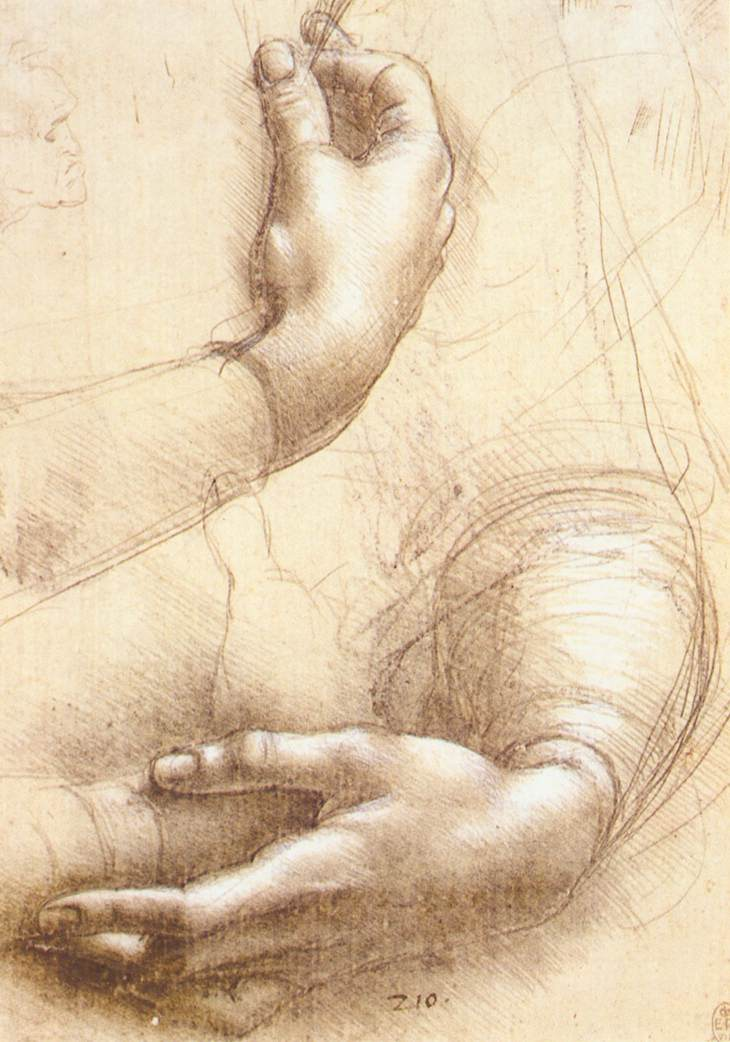
étude de mains par Léonard

## Postérité
Le tableau fait partie du musée imaginaire de l'historien français Paul Veyne, qui le décrit dans son ouvrage justement intitulé Mon musée imaginaire.